# Eusterinx solida
Eusterinx solida är en stekelart som beskrevs av Dasch 1992. Eusterinx solida ingår i släktet Eusterinx och familjen brokparasitsteklar. Inga underarter finns listade i Catalogue of Life.